# La Chapelle-du-Bois
La Chapelle-du-Bois település Franciaországban, Sarthe megyében. Lakosainak száma 779 fő (2022. január 1.). La Chapelle-du-Bois Saint-Germain-de-la-Coudre, La Ferté-Bernard, Dehault, Nogent-le-Bernard, Bellou-le-Trichard és Préval községekkel határos.

## Népesség
A település népességének változása:
| Lakosok száma | 890  | 883  | 904  | 868  | 862  | 858  | 832  | 805  | 779  |
|               | 2013 | 2015 | 2016 | 2017 | 2018 | 2019 | 2020 | 2021 | 2022 |